# Étienne Terrus

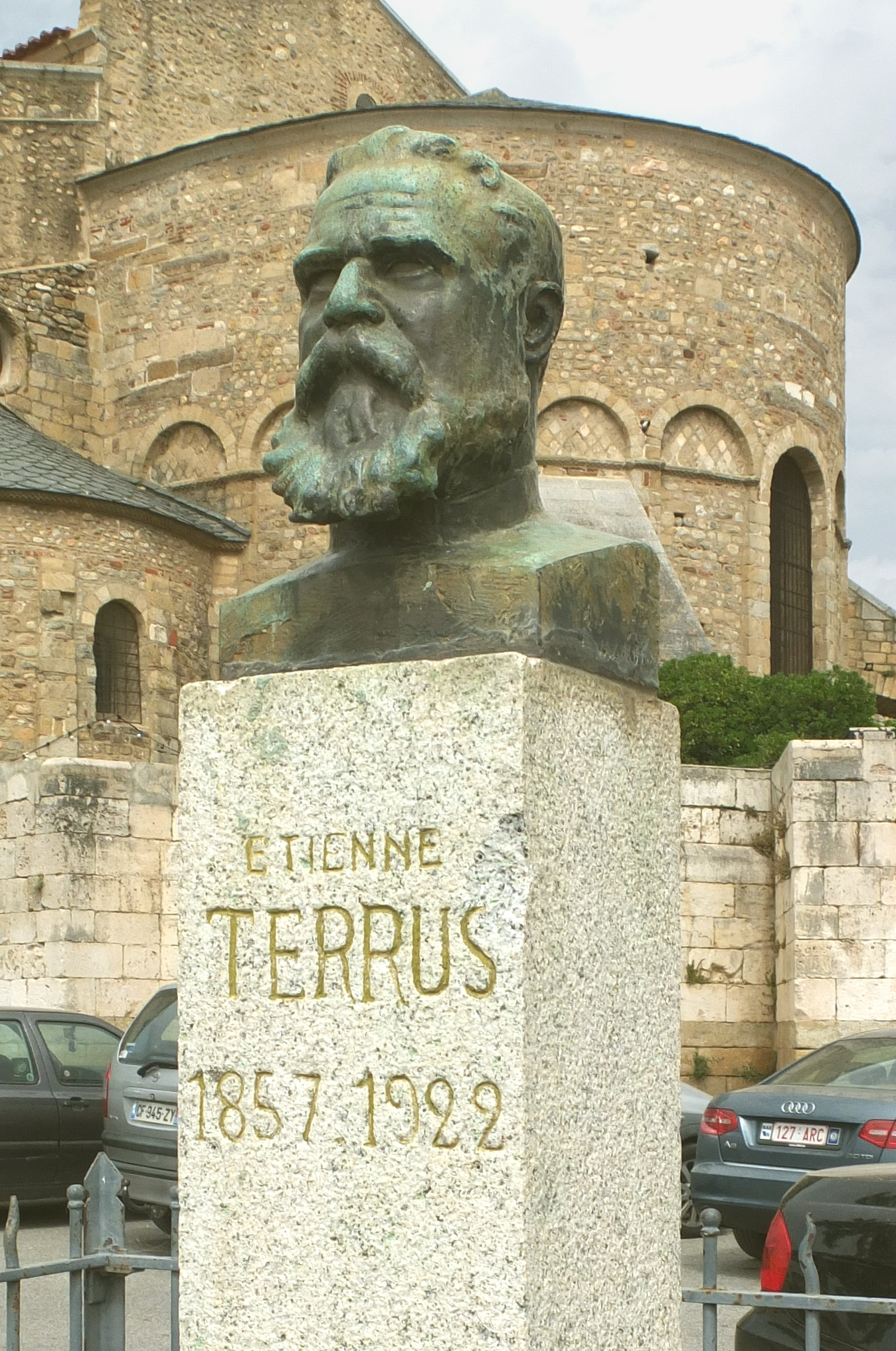
Buste van Étienne Terrus vervaardigd door Aristide Maillol.

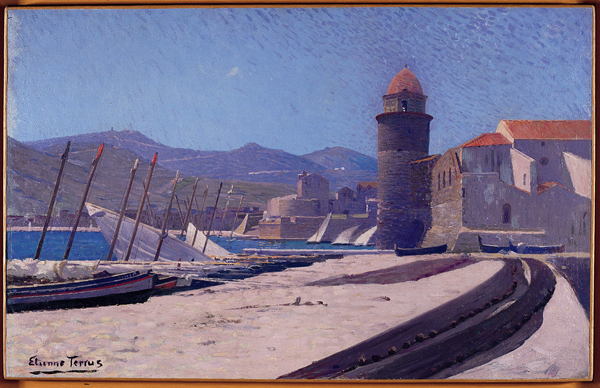
Gezicht op de haven van Collioure (1890/1900).

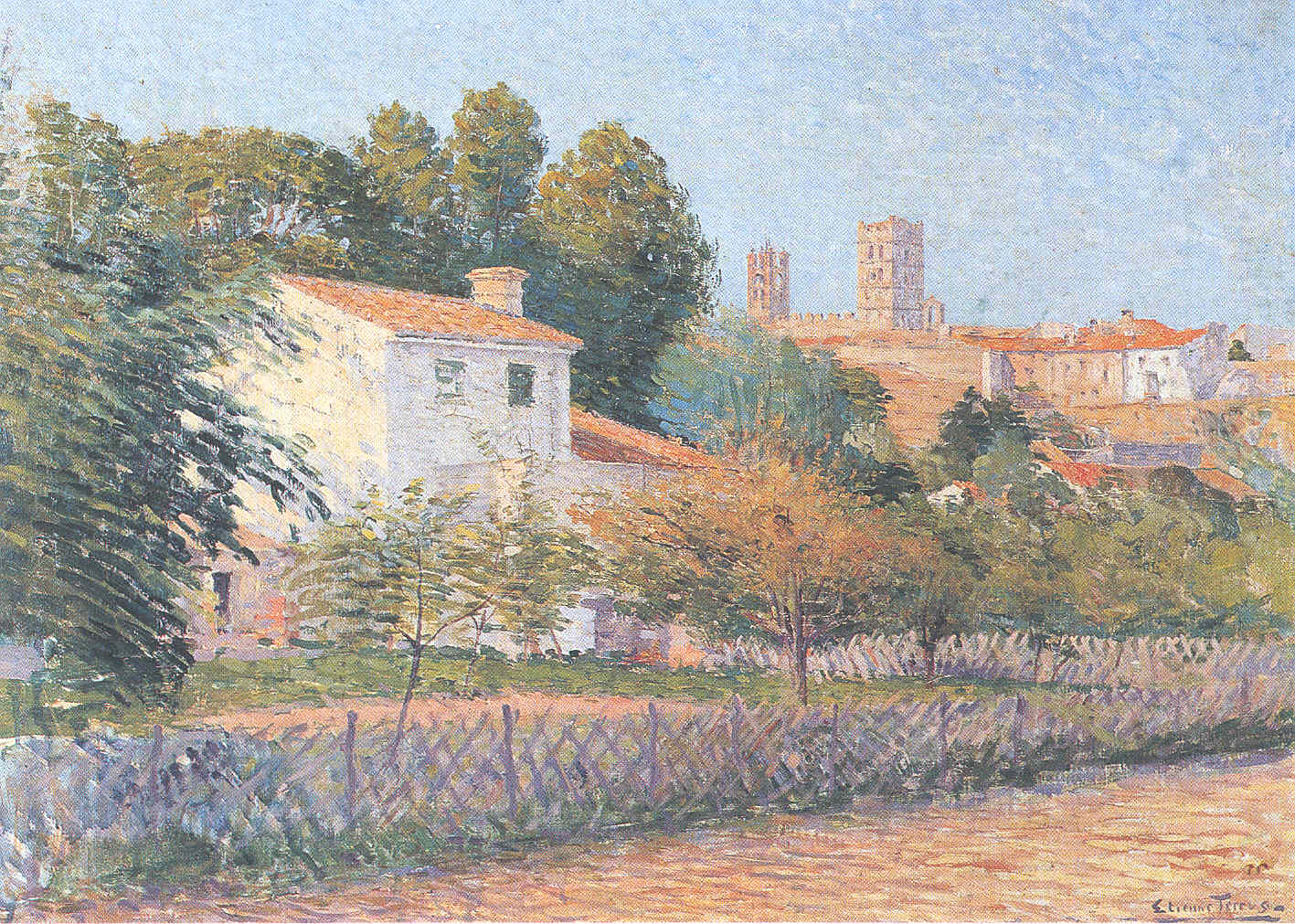
Gezicht op Elne

Étienne Terrus (Elne, Pyrénées-Orientales, 21 september 1857 – aldaar, 22 juni 1922) was een Franse kunstschilder van Catalaanse afkomst.
Op 17-jarige leeftijd trok Terrus in de winter van 1874/75 naar Parijs en werd leerling aan de École des Beaux-Arts; hij kreeg daar onderwijs van onder andere Alexandre Cabanel. Omdat hij het leven in de grote stad niet aankon, keerde hij na korte tijd terug naar zijn geboorteplaats en verliet deze tijdens zijn verdere leven nauwelijks meer. Rondtrekkend met zijn schildersezel produceerde hij daar de meeste van zijn werken.
Hij wordt beschouwd als een van de voorlopers van het fauvisme.
Terrus ontmoette André Derain, Aristide Maillol, Henri Matisse, George-Daniel de Monfreid en anderen van de kunstenaarsgroep Les Nabis.
Hij raakte in de vergetelheid, totdat zijn werken in 1998 tijdens de tentoonstelling "Le Roussillon à l'origine de l'Art Moderne" in Perpignan opnieuw in de belangstelling kwamen.
Het Terrus-museum in Elne, in het zuiden van Frankrijk, dat in 1994 werd geopend, is gewijd aan een collectie van 140 van zijn werken, eigendom van de gemeente Elne. In 2018 werd ontdekt dat 82 van de werken vervalsingen zijn.